# جان بابتيست أوجين إستين
جان بابتيست أوجين إستين (بالفرنسية: Jean-Baptiste Eugène Estienne)‏ هو مهندس فرنسي، ولد في 7 نوفمبر 1860 في فرنسا، وتوفي في 2 أبريل 1936 في باريس في فرنسا.